# Tomen y Rhodwydd
Tomen y Rhodwydd är ett slott i Storbritannien.   Det ligger i kommunen Denbighshire och riksdelen Wales, i den södra delen av landet, 270 km nordväst om huvudstaden London. Tomen y Rhodwydd ligger 268 meter över havet.
Terrängen runt Tomen y Rhodwydd är kuperad åt sydväst, men åt nordost är den platt. Runt Tomen y Rhodwydd är det ganska tätbefolkat, med 83 invånare per kvadratkilometer. Närmaste större samhälle är Wrexham, 15,9 km öster om Tomen y Rhodwydd. Trakten runt Tomen y Rhodwydd består i huvudsak av gräsmarker.